# Komitee zum Schutz von Journalisten
Das Komitee zum Schutz von Journalisten (englisch Committee to Protect Journalists, CPJ) ist eine in den Vereinigten Staaten ansässige Nichtregierungsorganisation, die sich weltweit für Pressefreiheit und die Menschenrechte von Journalisten einsetzt.

## Geschichte
Gegründet wurde das Komitee im Jahr 1981 durch einen Nachrichtenredakteur vom Columbia Broadcasting System und den Chefredakteur vom Columbia Journalism Review. Anlass war die Verhaftung eines Reporters aus Paraguay. Zu den frühen Mitgliedern zählten Walter Cronkite (CBS), Anthony Lewis und Dan Rather (CBS).
Das CPJ finanziert sich aus Spenden von Privatleuten, Unternehmen und Stiftungen, akzeptiert jedoch keine Zuwendungen von Regierungen. Im Jahr 2010 gab die Organisation insgesamt rund 3,6 Millionen US-Dollar aus.
In seinem Sitz in New York City gibt es Spezialisten für die fünf Regionen Europa und Zentralasien, Asien, Naher Osten und Nordafrika, Afrika und Amerika. Es gibt außerdem Vertretungen beispielsweise in Washington, D. C. und Bangkok. Auf seiner Webseite veröffentlicht es aktuell und regelmäßig Nachrichten und Berichte zu Verstößen gegen die Pressefreiheit weltweit. Dazu kommen Sonderpublikationen wie On Assignment. A Guide to Reporting in Dangerous Situations (deutsch etwa: Im Einsatz. Ein Leitfaden zum Berichten in gefährlichen Situationen) und die Halbjahreszeitschrift Dangerous Assignments (deutsch etwa: Gefährliche Einsätze). Seit dem Jahr 1986 gibt das CPJ jährlich die Publikation Attacks on the Press („Angriffe auf die Presse“) heraus, ursprünglich mit Heftklammern zusammengehaltene Blätter, inzwischen ein Buch und seit dem Jahr 2013 mit neuem Konzept und neuem Untertitel. Ihr zufolge sind über Menschenrechte und Korruption berichtende Lokaljournalisten besonders gefährdet.
Seit dem Jahr 1991 verleiht das CPJ jährlich die International Press Freedom Awards. Damit werden Journalisten und Menschenrechtsaktivisten für ihre Verdienste um die Pressefreiheit geehrt, immer wieder auch solche in Haft wie Ocak Işık Yurtçu und Shi Tao.
Seit 1992 führt das CPJ eine Liste während der Berufsausübung getöteter Journalisten. Im Herbst 2013 kündigte das CPJ seinen ersten umfassenden Bericht über die Vereinigten Staaten an. Dieser Bericht kritisierte scharf, durch die Regierung von Barack Obama bestehe statt Pressefreiheit ein Klima der Angst.
Im Jahr 2006 erhielten die Reporter ohne Grenzen, das International Press Institute und das CPJ einen Emmy.
Dem CPJ gehören Journalisten wie Christiane Amanpour, Tom Brokaw und Arianna Huffington an. Im Jahr 2011 wurde Sandra Mims Rowe zur Vorsitzenden ernannt.